# Element (matematika)
Element (tudi član množice) je v matematiki katerikoli posamezni objekt, ki je sestavni del množice. Element množice je lahko tudi množica. Element množice je lahko karkoli. Število elementov v množici se imenuje kardinalnost (moč) množice.
Kadar se želi povedati, da je neki element {\displaystyle x\!\,} element množice {\displaystyle A\!\,}, se napiše {\displaystyle x\in A\!\,}. Podobno se napiše, kadar se želi povedati, da element {\displaystyle x\!\,} ni element množice {\displaystyle x\notin A\!\,}. 

## Zgledi
V matematiki je veliko primernih vzorcev za opis elementa in pripadnosti množici:
- {\displaystyle 5\in \mathbb {N} \!\,}

kar pomeni, da 5 je element množice naravnih števil {\displaystyle \mathbb {N} \!\,} ali tudi element 5 pripada množici {\displaystyle \mathbb {N} \!\,} ali element 5 leži v množici {\displaystyle \mathbb {N} \!\,}
- {\displaystyle {\frac {3}{4}}\in \mathbb {Q} \!\,}

kar pomeni, da 3/4 element je množice racionalnih števil
- {\displaystyle {\sqrt {2}}\in \mathbb {R} \!\,}

kar pomeni, da kvadratni koren števila 2 je element množice realnih števil
- {\displaystyle {\sqrt {2}}\notin \mathbb {Q} \!\,}

kar pomeni, da kvadratni koren števila 2 ni element množice realnih števil